# Campeonato Mundial de Natação em Piscina Curta de 2022 - 100 m medley feminino
A prova dos 100 metros nado medley feminino do Campeonato Mundial de Natação em Piscina Curta de 2022 foi disputada entre os dias 15 e 16 de dezembro de 2022, no Melbourne Sports and Aquatics Centre, em Melbourne, na Austrália.

## Recordes
Antes desta competição, os recordes mundiais e do campeonato nesta prova eram os seguintes:
|                       | Nome           | Nacionalidade | Tempo | Local  | Data                  |
| --------------------- | -------------- | ------------- | ----- | ------ | --------------------- |
| Recorde mundial       | Katinka Hosszú | Hungria       | 56,51 | Berlim | 7 de agosto de 2017   |
| Recorde do campeonato | Katinka Hosszú | Hungria       | 56,70 | Doha   | 5 de dezembro de 2014 |

## Medalhistas
| Ouro                     | Prata                   | Bronze               |
| Marrit Steenbergen (NED) | Béryl Gastaldello (FRA) | Louise Hansson (SWE) |

## Cronograma
Todos os horários são locais (UTC+11). 
| Data           | Hora  | Evento        |
| -------------- | ----- | ------------- |
| 15 de dezembro | 12:02 | Eliminatórias |
| 15 de dezembro | 20:57 | Semifinal     |
| 16 de dezembro | 20:56 | Final         |

## Resultados

### Eliminatórias
As eliminatórias ocorreram no dia 15 de dezembro com início às 12:02.
| Colocação | Bateria | Raia | Nadadora                | Nacionalidade                   | Tempo   | Notas            |
| --------- | ------- | ---- | ----------------------- | ------------------------------- | ------- | ---------------- |
| 1         | 3       | 4    | Louise Hansson          | Suécia                          | 57.98   | Q                |
| 2         | 2       | 4    | Marrit Steenbergen      | Países Baixos                   | 58.87   | Q                |
| 3         | 4       | 3    | Helena Gasson           | Nova Zelândia                   | 58.92   | Q                |
| 4         | 4       | 5    | Mary-Sophie Harvey      | Canadá                          | 58.93   | Q                |
| 5         | 4       | 4    | Béryl Gastaldello       | França                          | 59.19   | Q                |
| 5         | 2       | 5    | Costanza Cocconcelli    | Itália                          | 59.19   | Q                |
| 7         | 2       | 3    | Lena Kreundl            | Áustria                         | 59.29   | Q                |
| 8         | 2       | 6    | Rebecca Meder           | África do Sul                   | 59.38   | Q,               |
| 9         | 3       | 1    | Neža Klančar            | Eslovênia                       | 59.42   | Q,               |
| 10        | 3       | 3    | Yui Ohashi              | Japão                           | 59.49   | Q                |
| 10        | 3       | 5    | Sydney Pickrem          | Canadá                          | 59.49   | Q                |
| 12        | 4       | 6    | Emelie Fast             | Suécia                          | 59.53   | Q                |
| 13        | 2       | 2    | Tamara Potocká          | Eslováquia                      | 59.69   | Q,               |
| 14        | 3       | 2    | África Zamorano         | Espanha                         | 59.99   | Q,               |
| 15        | 3       | 6    | Diana Petkova           | Bulgária                        | 1:00.08 | Q                |
| 16        | 2       | 7    | Kayla Hardy             | Austrália                       | 1:00.16 | Q                |
| 17        | 3       | 7    | McKenna DeBever         | Peru                            | 1:00.48 | Recorde nacional |
| 18        | 4       | 7    | Stefanía Gómez          | Colômbia                        | 1:01.27 |                  |
| 19        | 2       | 1    | Maria Romanjuk          | Estónia                         | 1:01.32 |                  |
| 20        | 4       | 1    | Stephanie Balduccini    | Brasil                          | 1:01.58 |                  |
| 21        | 1       | 4    | Kristen Romano          | Porto Rico                      | 1:01.76 | Recorde nacional |
| 22        | 4       | 8    | Chloe Isleta            | Filipinas                       | 1:02.11 |                  |
| 23        | 1       | 7    | Chang Yujuan            | Hong Kong                       | 1:02.64 |                  |
| 24        | 1       | 1    | Jayla Pina              | Cabo Verde                      | 1:05.18 |                  |
| 25        | 3       | 8    | Arina Baikova           | Letônia                         | 1:05.22 |                  |
| 26        | 2       | 8    | Kirsten Fisher-Marsters | Ilhas Cook                      | 1:07.40 |                  |
| 27        | 1       | 3    | Mia Lee                 | Guam                            | 1:10.55 |                  |
| 28        | 1       | 2    | Jennifer Harding-Marlin | São Cristóvão e Neves           | 1:13.46 |                  |
| 29        | 1       | 6    | Kestra Kihleng          | Estados Federados da Micronésia | 1:14.77 |                  |
| 30        | 1       | 5    | Galyah Mikel            | Palau                           | 1:22.45 |                  |
| 31        | 4       | 2    | Kristýna Horská         | Chéquia                         | DNS     | DNS              |

### Semifinal
A semifinal ocorreu no dia 15 de dezembro com início às 20:57.
| Colocação | Bateria | Raia | Nadadora             | Nacionalidade | Tempo | Notas            |
| --------- | ------- | ---- | -------------------- | ------------- | ----- | ---------------- |
| 1         | 1       | 4    | Marrit Steenbergen   | Países Baixos | 57.65 | Q                |
| 2         | 2       | 4    | Louise Hansson       | Suécia        | 58.05 | Q                |
| 3         | 2       | 7    | Sydney Pickrem       | Canadá        | 58.54 | Q                |
| 4         | 1       | 3    | Béryl Gastaldello    | França        | 58.61 | Q                |
| 5         | 1       | 6    | Rebecca Meder        | África do Sul | 58.98 | Q,               |
| 6         | 2       | 6    | Lena Kreundl         | Áustria       | 59.04 | Q,               |
| 7         | 1       | 5    | Mary-Sophie Harvey   | Canadá        | 59.13 | Q                |
| 8         | 2       | 5    | Helena Gasson        | Nova Zelândia | 59.15 | Q                |
| 9         | 2       | 2    | Neža Klančar         | Eslovênia     | 59.27 | Recorde nacional |
| 10        | 2       | 3    | Costanza Cocconcelli | Itália        | 59.34 |                  |
| 11        | 1       | 2    | Yui Ohashi           | Japão         | 59.45 |                  |
| 11        | 2       | 8    | Diana Petkova        | Bulgária      | 59.45 |                  |
| 13        | 2       | 1    | Tamara Potocká       | Eslováquia    | 59.55 | Recorde nacional |
| 14        | 1       | 7    | Emelie Fast          | Suécia        | 59.61 |                  |
| 15        | 1       | 8    | Kayla Hardy          | Austrália     | 59.75 |                  |
| 16        | 1       | 1    | África Zamorano      | Espanha       | DSQ   | DSQ              |

### Final
A final foi realizada no dia 16 de dezembro com início às 20:56.
| Colocação         | Raia | Nadadora           | Nacionalidade | Tempo | Notas            |
| ----------------- | ---- | ------------------ | ------------- | ----- | ---------------- |
| Medalha de ouro   | 4    | Marrit Steenbergen | Países Baixos | 57.53 | Recorde nacional |
| Medalha de prata  | 6    | Béryl Gastaldello  | França        | 57.63 |                  |
| Medalha de bronze | 5    | Louise Hansson     | Suécia        | 57.68 |                  |
| 4                 | 3    | Sydney Pickrem     | Canadá        | 58.26 |                  |
| 5                 | 8    | Helena Gasson      | Nova Zelândia | 58.40 | Recorde nacional |
| 6                 | 2    | Rebecca Meder      | África do Sul | 58.46 | Recorde africano |
| 7                 | 7    | Lena Kreundl       | Áustria       | 58.79 | Recorde nacional |
| 8                 | 1    | Mary-Sophie Harvey | Canadá        | 59.11 |                  |

Legenda
| Recorde mundial       | Recorde mundial (World record)               |                       | Recorde africano                      | Recorde africano (African) |                                           | Q | Classificado por posição (Qualified) |
| Recorde do campeonato | Recorde do campeonato (Championship record)  | Recorde da América    | Recorde da América (Americas)         | q                          | Classificado por melhor tempo (Qualified) |   |                                      |
| Melhor marca do ano   | Melhor marca do ano (World leading)          | Recorde asiático      | Recorde asiático (Asian)              | DNS                        | Não largou (Did not start)                |   |                                      |
| Recorde nacional      | Recorde nacional (National record)           | Recorde europeu       | Recorde europeu (European)            | DNF                        | Não terminou (Did not finish)             |   |                                      |
| Recorde pessoal       | Recorde pessoal do atleta (Personal best)    | Recorde da Oceania    | Recorde da Oceania (Oceania)          | DSQ / DQ                   | Desclassificado (Disqualified)            |   |                                      |
| Recorde da temporada  | Recorde da temporada do atleta (Season best) | Recorde sul-americano | Recorde sul-americano (South America) | NM                         | Sem marca (No mark)                       |   |                                      |